# Mean Streets (videogioco)
Mean Streets è un videogioco sviluppato da Access Software nel 1989. Si tratta della prima avventura grafica con protagonista il detective Tex Murphy. Il gioco è stato pubblicato per Amiga, Atari ST, Commodore 64 e MS-DOS. Nel 1998 è stato realizzato un remake dal titolo Tex Murphy: Overseer, nel quale lo stesso protagonista rivive la storia tramite flashback.

## Trama
Ambientato a San Francisco nel 2033, Tex è stato ingaggiato da una donna di nome Sylvia per investigare la morte del padre, il dottor Carl Linsky, importante professore universitario che stava lavorando ad un progetto segreto. Linsky sembra essersi suicidato, ma la figlia pensa che ci sia qualcosa sotto: il compito di Tex è di scoprire il motivo del gesto, o se qualcuno abbia messo in scena la sua morte.

## Modalità di gioco
Per viaggiare nella città, Tex dispone di una vettura in grado di volare, chiamata speeder. Al giocatore spetta il compito di guidarla, con una visuale in prima persona, e di raggiungere i vari punti della città dove occorrerà interrogare dei testimoni e raccogliere prove: in questo caso la visuale passa in terza persona. Sempre all'interno dello speeder è possibile ricevere fax e fare telefonate.

## Tecnologia
Mean Streets fa un uso massiccio di grafica digitalizzata. Nella sua versione DOS, è uno dei primi videogiochi a sfruttare appieno la VGA a 256 colori; inoltre per l'audio utilizza una tecnologia sviluppata da Access chiamata RealSound, in grado di ottenere suoni digitalizzati di buona qualità dal PC speaker senza l'utilizzo di una scheda sonora.